# Филлип (остров, Норфолк)
Филлип (англ. Phillip Island) — необитаемый остров на юге Тихого океана, в 6 км к югу от острова Норфолк. Административно остров является частью австралийской внешней территории Остров Норфолк. Вместе с островом Непин и небольшой частью Норфолка является частью национального парка острова Норфолк. Остров Филлип включён в Регистр Национального Достояния Австралии.

## География
Остров имеет вулканическое происхождение, сложен из базальтового туфа и лавы, датирующимися Миоценовой эпохой. Размеры острова 2,1 км с запада на восток и 1,95 км с севера на юг. Площадь — 1,90 км². Наивысшая точка, гора Джеки-Джеки, имеет высоту 280 м над уровнем моря.

### Флора и фауна
В середине XIX века, для нужд тюрьмы Норфолка, на остров были завезены в больших количествах свиньи, козы и кролики. Результатом стала почти полное исчезновение растительности и, как следствие, сильная эрозия и исчезновение верхнего слоя почвы, из-за чего остров приобрёл красновато-коричневый цвет, если наблюдать с Норфолка. Однако, в начале XX века свиньи и козы были удалены с острова, кроликов истребили только к 1988 году. С тех пор ведётся активная работа по восстановлению естественных видов растений, принёсшая к началу XXI века неплохие результаты. В настоящее время реализуется программа по восстановлению лесных массивов, покрывавших ранее бо́льшую часть поверхности острова.
На острове Филлип насчитывается приблизительно 80 видов растений. Среди полностью исчезнувших (в том числе в культуре) эндемиков острова можно отметить стреблоризу прекрасную (Streblorrhiza speciosa) — растение, в начале XIX века в Европе считавшееся самым модным для выращивания в оранжереях.
На острове водятся два вида рептилий, геккон (Christinus guentheri) и сцинк (Cyclodina lichenigera). Гнездятся 12 видов морских птиц, включая такие виды как тайфунник соландра, клинохвостый буревестник, австралийская олуша, тёмная крачка, фаэтон краснохвостый, серая крачка и др. Тёмная крачка традиционно подвергалась сезонному сбору яиц.

## История
Назван в 1788 году лейтенантом Филиппом Гидли Кингом в честь Артура Филлипа, первого губернатора Нового Южного Уэльса.